# Bernd Kühnhauser
Bernd Kühnhauser (* 27. August 1971 in Rosenheim) ist ein ehemaliger deutscher Eishockeyspieler, der in seiner aktiven Zeit von 1989 bis 2007 unter anderem für die Düsseldorfer EG und die DJK SB Rosenheim in der Deutschen Eishockey Liga gespielt hat.

## Karriere
Bernd Kühnhauser begann seine Karriere als Eishockeyspieler in seiner Heimatstadt im Nachwuchsbereich der DJK SB Rosenheim, für deren Profimannschaft er in der Saison 1989/90 sein Debüt in der 1. Bundesliga gab. Anschließend spielte der Angreifer ein Jahr lang für die Augsburger Panther in der 2. Liga Süd, bei denen er auch die Saison 1991/92 begann, ehe er nach Rosenheim in die 1. Bundesliga zurückkehrte. Im Sommer 1992 unterschrieb der ehemalige Junioren-Nationalspieler bei Rosenheims Ligarivalen Düsseldorfer EG, mit der er auf Anhieb die Deutsche Meisterschaft gewann. Diesen Erfolg konnte er mit seiner Mannschaft in der Saison 1995/96, mittlerweile in der zwei Jahre zuvor gegründeten Deutschen Eishockey Liga, wiederholen. 
Nachdem sich die Düsseldorfer EG 1998 aus finanziellen Gründen aus der DEL zurückgezogen hatte, kehrte Kühnhauser nach Rosenheim zurück, für die er die folgenden beiden Spielzeiten in der höchsten deutschen Spielklasse verbrachte, ehe sich diese 2000 aus demselben Grund wie zuvor die DEG aus der DEL zurückziehen mussten. Für die Saison 2000/01 wurde der Linksschütze von seinem Ex-Club aus Düsseldorf verpflichtet, der in der Zwischenzeit den Wiederaufstieg erreicht hatte. In der Landeshauptstadt von NRW blieb der Bayer bis 2005, ehe er noch einmal für die Starbulls Rosenheim, mittlerweile in der drittklassigen Oberliga, auf dem Eis stand, bei denen er im Anschluss an die Saison 2006/07 im Alter von 35 Jahren seine Karriere beendete.

### International
Für Deutschland nahm Kühnhauser an der U20-Junioren-B-Weltmeisterschaft 1991 sowie der Weltmeisterschaft 1996 teil.

## Erfolge und Auszeichnungen
- 1991 Aufstieg in die A-Weltmeisterschaft bei der U20-Junioren-B-Weltmeisterschaft
- 1993 Deutscher Meister mit der Düsseldorfer EG
- 1996 Deutscher Meister mit der Düsseldorfer EG
- 1999 Teilnahme am DEL All-Star Game